# Bactrochondria papilla
Bactrochondria papilla – gatunek widłonoga z rodziny Chondracanthidae. Jest pasożytem ryb morskich. Opisał go w 2000 roku międzynarodowy zespół biologów w składzie: Ju-Shey Ho, Il-Hoi Kim i Appukuttannair Biju Kumar, wyznaczając go na gatunek typowy nowego rodzaju Bactrochondria. Okazy typowe pozyskano ze skrzeli Cynoglossus dubius z rzędu flądrokształtnych, złowionych w 1994 roku u wybrzeży indyjskiego stanu Kerala.